# Biston quercii
Biston quercii  är en fjärilsart som beskrevs av Charles Oberthür 1910. Biston quercii  ingår i släktet Biston och familjen mätare, Geometridae. Inga underarter finns listade i Catalogue of Life.

## Utbredning
Arten är funnen i Kina och noterad från provinserna Henan, Shaanxi, Gansu, Hubei och Sichuan.